# Зоджи-Ла
Зоджи-Ла (хинди ज़ोजि ला или ज़ोजि दर्रा) — высокий перевал в Индии, расположен на Шоссе 1D между Сринагаром и Лехом в западных Гималаях. В английском языке его иногда называют «перевал Зоджила», но вернее «перевал Золджи» или «Зоджи-Ла», «Ла» — означает перевал на ладакхи. В современном хинди употребление 'ла' (ला) и 'дарра' (दर्रा) встречается для обозначения перевала, то есть ладакхское слово вошло в хинди.
Перевал находится в 9 км от Сонамарга и играет важную роль в путешествиях из Кашмира в Ладакх. Дорога на перевале поднимается до отметки 3528 метров, и на Сринагар-Лехском шоссе это второй по высоте перевал после Фоту Ла. Часто закрыт зимой, Организация пограничных дорог (BRO) старается очищать перевал от снега для организации движения, но это не всегда удаётся.
Во время войны 1947, Зоджи-Ла был занят пакистанскими вооружёнными формированиями для атаки по Ладакху. 1 ноября индусы в пехотной атаке отбили перевал, сражение назвали «Операция Бизон», индусы достигли успеха в силу неожиданного использования бронетехники, это самое высокогорное сражение с использованием техники в мире.

## Галерея

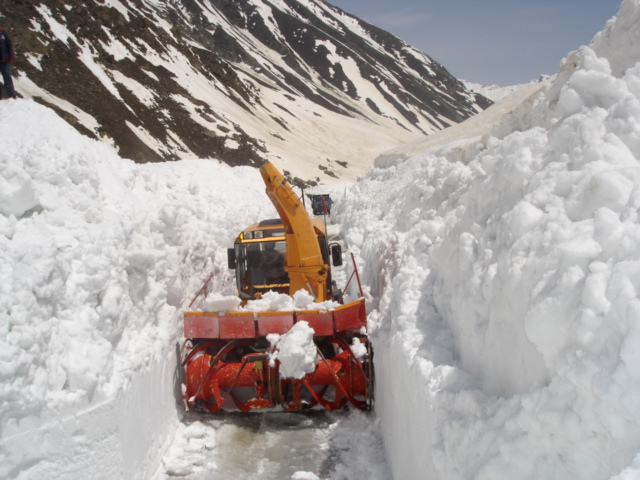
Снегоуборочная машина на Зоджи-Ла
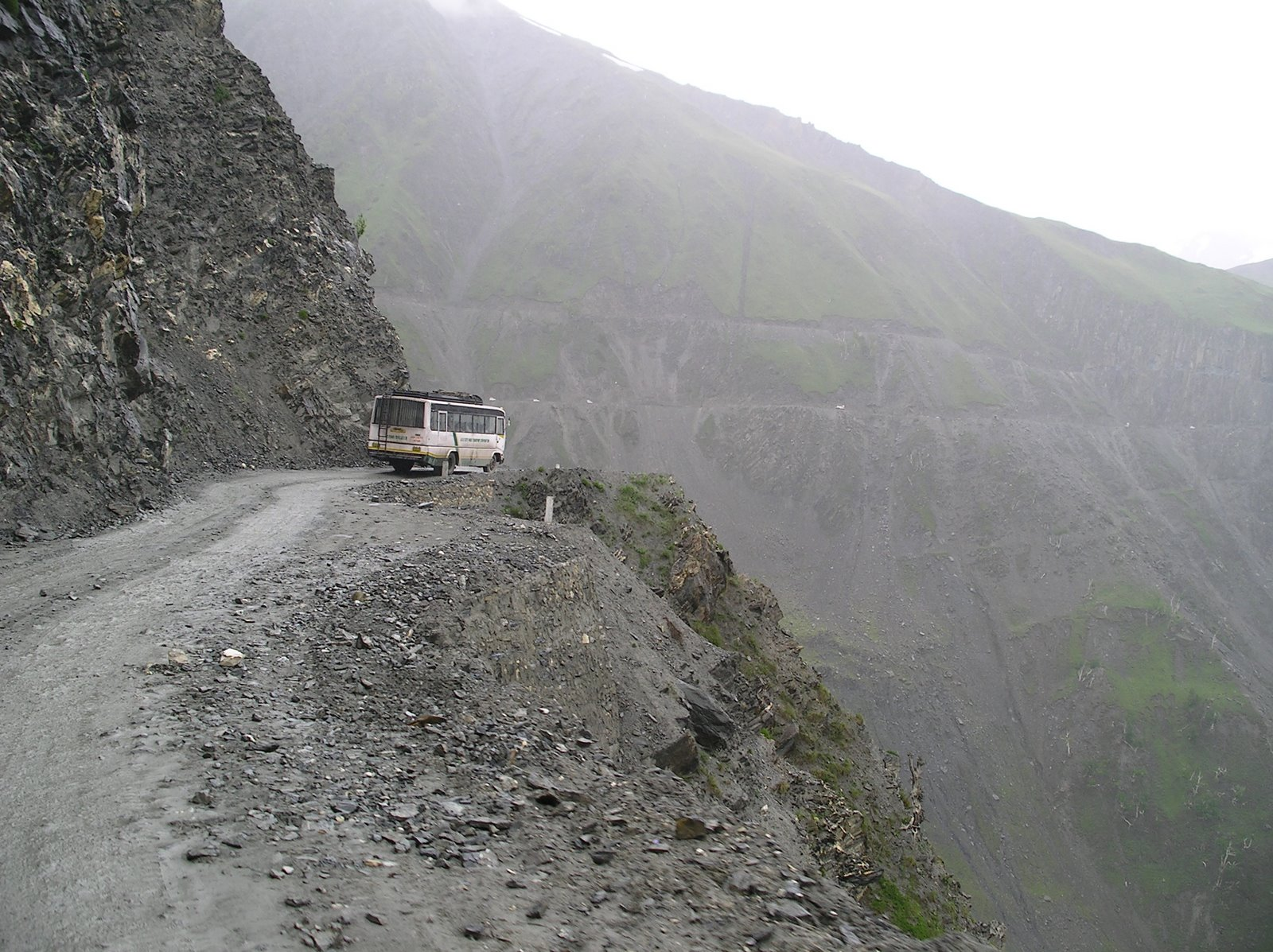
Дорога Сринагар-Зоджила-Лех